# LIVE FILMS BIG YELL
『LIVE FILMS BIG YELL』ゆずのライブビデオ。2018年（平成30年）12月19日にトイズファクトリーから発売。「録歌選 BIG YELL」( 「ゆずの輪」会員限定)と同時発売。
| 『LIVE FILMS BIG YELL』 | 『LIVE FILMS BIG YELL』 |
| ゆず の ライブ・ビデオ  | ゆず の ライブ・ビデオ  |
| ----------------------- | ----------------------- |
| リリース                | 2018年12月19日          |
| ジャンル                | J-POP                   |
| 時間                    | 195分                   |
| レーベル                | トイズファクトリー      |
| テンプレートを表示      |                         |

## 概要
最新アルバム『BIG YELL』を引っさげ開催された全国アリーナツアー＜YUZU ARENA TOUR 2018 BIG YELL＞より７月２５日（水）に実施された神奈川・横浜アリーナ公演の模様を完全収録しているほか、8月７日（火）に行われた追加公演＜YUZU ARENA TOUR 2018 BIG YELL Ⅱ〜Great Voyage〜＞横浜アリーナ公演の厳選映像を特別収録。
元々収録用のカメラを入れていなかったため、ライブ中にビジョンに出す記録用の映像を再編集。ゆずのライブの魅力を余すことなく楽しむことができる。

## 収録曲
＜Disc.1＞
【YUZU ARENA TOUR 2018 BIG YELL】
1. 愛こそ
2. タッタ
3. ヒカレ
4. 日常
5. 境界線
6. カナリア
7. ガイコクジンノトモダチ
8. 風のイタズラ
9. 通りゃんせ
10. イコール
11. 青白歌合戦メドレー
12. 恋、弾けました。
13. 夏色
＜Disc.2＞
14. 聞こエール
15. TETOTE
16. うたエール
【YUZU ARENA TOUR 2018 BIG YELL II〜Great Voyage〜】
1. TETOTE
2. タッタ
3. 公園通り
4. 真夏の太陽
5. マスカット
6. 夏色
7. アゲイン2
8. 地下街

## 特典映像
「ユージン和歌集 十五選」